# Ноћ обасјана месечином на Дњепру
Ноћ обасјана месечином на Дњепру (рус. Лунная ночь на Днепре) је слика у руског уметника Архипа Куинџија из 1880. године.

## Опис
Слика приказује обале реке Дњепар током ноћи пуног Месеца. Линија хоризонта је јако спуштена, тако да  веома велики део слике заузима небо, док река рефлектује месечину.

## Историја
Куинџи је почео да ради на слици у лето и јесен 1880. Након што је отпочео процес сликања, отварао је свој атеље за јавност на два сата сваке недеље за оне који су желели да га виде како ради. И пре јавног излагања, слику је откупио велики кнез Константин Константинович. Неколико Куинџијевих дописника и пријатеља посетило је студио док је он радио на слици да би видели дело. Међу њима су били Иван Тургењев, Јаков Полонски, Иван Крамској и Дмитриј Мендељејев.
Када је слика постављена на изложбу, то је учињено у сали Друштва за подстицање уметника у Санкт Петербургу. Куинџи је пазио на осветљење својих слика и предузео је додатне мере предострожности при изради дела. Слика је постављена на зид, завесе на прозорима су спуштене да би блокирале спољашњу светлост, а вештачко светло је било усредсређено на слику како би се нагласиле њене карактеристике.
Слика је била једино дело на изложби, што је било још необичније због наизглед скромне природе. Без обзира на то, формирао се дугачки ред људи који су дошли да виде слику, а посетиоци су били пуштани у групама како би се избегла гужва. Према неким причама, посетиоци су веровали да је слика осветљена од позади помоћу лампе јер је месечина била тако реалистична, и тражили су извор светлости током изложбе.